# Achalcus separatus
Achalcus separatus är en tvåvingeart som beskrevs av Octave Parent 1933. Achalcus separatus ingår i släktet Achalcus och familjen styltflugor. Inga underarter finns listade i Catalogue of Life.